# Piet Van Roe
Piet Van Roe (Antwerpen, 2 mei 1939) is een Belgisch voormalig journalist en bestuurder. Hij was tweemaal (kortstondig in 2006 en van 2009 tot 2010) gedelegeerd bestuurder ad interim van de Vlaamse Radio- en Televisieomroeporganisatie. Voorheen was hij directeur van zowel radio en televisie van de VRT.

## Levensloop
Van Roe studeerde aan de Universiteit Gent en behaalde er een diploma bestuurswetenschappen en een diploma pers- en communicatiewetenschappen. Hij begon zijn carrière als journalist bij de radionieuwsdienst van de BRT in 1964. In 1974 werd hij hoofdredacteur van diezelfde radionieuwsdienst. In 1982 werd hij directeur van de toenmalige Wereldomroep. Later, als directeur-generaal radio voerde Van Roe de netprofilering van de radionetten door. Onder zijn leiding werd in 1992 ook Radio Donna opgericht. Van Roe werkte nauw samen met het onderzoeksinstituut Censydiam. In 1999 riep Stichting Marketing hem uit tot Marketeer van het Jaar.
In 1996 maakte Van Roe, op vraag van toenmalig gedelegeerd bestuurder Bert De Graeve, de overstap naar televisie. Als algemeen directeur televisie voerde hij er de netprofilering door. Hij vormde onder meer TV2 om tot Ketnet en Canvas. In 1999 pleitte hij nog voor reclame op de VRT-televisie. Later datzelfde jaar - toen hij 60 werd - dwong het mini-decreet hem met pensioen te gaan. Zijn opvolger als directeur televisie was Christina von Wackerbarth. Van Roe bleef wel actief in de reclamewereld.
In september 2006 nam Van Roe ad interim het management van de VRT op zich na het vertrek van Tony Mary. In juni 2007 werd hij opgevolgd door Dirk Wauters. Op 1 juli 2007 werd hij CEO ad interim van Corelio, de uitgever van onder meer De Standaard, Het Nieuwsblad en L'Avenir. Hij volgde Jo Van Croonenborgh op. Van Roe was reeds van 1999 tot 2006 onafhankelijk bestuurder van de Vlaamse Uitgeversmaatschappij (VUM), de voorganger van Corelio. Op 31 maart 2008 werd hij als Corelio-CEO door Luc Missorten opgevolgd. In december 2009 werd hij voor een tweede keer gedelegeerd bestuurder ad interim bij de VRT in opvolging van Dirk Wauters, een functie die hij uitoefende tot de benoeming van Sandra De Preter in juli 2010.
In 2011 kreeg hij een lifetime achievement award van de Stichting Marketing.
Van Roe is van liberale signatuur, hij was onder meer gemeenteraadslid voor de VLD. Hij schreef in 1999 het boek Zijne Majesteit de Kijker. De lange mars door de openbare omroep.